# Duque de Abercorn

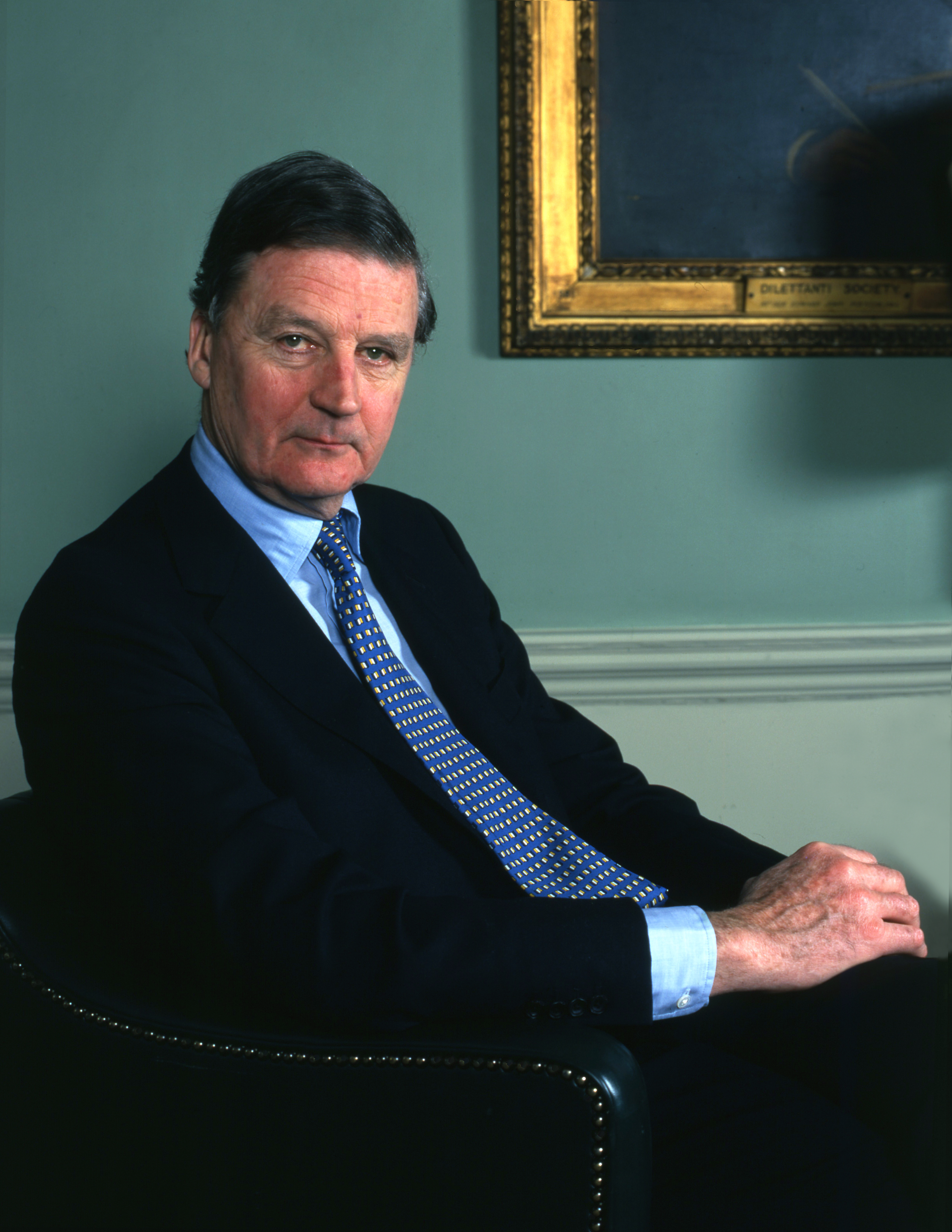
James Hamilton, o atual Duque de Abercorn.

O título Duque de Abercorn é um título Pariato da Irlanda. Foi criado em 1868 e concedido a James Hamilton, 2.º Marquês de Abercorn. Embora o ducado pertença ao Pariato da Irlanda, refere-se a Abercorn, West Lothian, e o duque também tem quatro títulos no Pariato da Escócia e dois no Pariato da Grã-Bretanha, sendo um dos três pares que têm títulos nesses três pariatos. O Duque de Abercorn também reivindica o título francês de Duque de Châtellerault, criado em 1548.

## História
Em reconhecimento da sua lealdade, James VI da Escócia (James I de Inglaterra), conferiu ao Hon. Claud Hamilton, terceiro filho de James Hamilton, 2.º Conde de Arran, o título de Lorde Paisley. O seu filho James Hamilton foi criado Lorde de Abercorn em 5 de abril de 1603 e, em 10 de julho de 1606, foi nomeado Conde de Abercorn e Lorde de Paisley, Hamilton, Mountcastell e Kilpatrick.
O seu sucessor, o 2.º Conde de Abercorn, foi também criado Lorde Hamilton, Barão de Strabane, no Pariato da Irlanda, em 8 de maio de 1617. Renunciou a esta dignidade em favor do seu irmão mais novo em 1633; os herdeiros do irmão herdaram o título de Conde e outros títulos em 1680, na pessoa de Claud Hamilton, 4.º Conde de Abercorn. Foi capturado na Irlanda em 1691, e o baronato de Strabane foi confiscado, mas o seu irmão Charles Hamilton, 5.º Conde de Abercorn, obteve uma reversão do atentado e recuperou-o em 1692.
Diana, Princesa de Gales, era bisneta do 3.º Duque de Abercorn.

## Títulos subsidiários
O sexto conde era, aquando da sua ascensão, um baronete irlandês, “de Dunalong, no condado de Tyrone, e de Nenagh, no condado de Tipperary” (1660). Além disso, foi criado Barão Mountcastle e Visconde Strabane, no Pariato da Irlanda, em 2 de setembro de 1701. O 7.º conde tornou-se o primeiro dos condes de Abercorn a ser investido conselheiro privado, tendo sido nomeado para os conselhos privados inglês e irlandês. O 8.º conde foi criado Visconde Hamilton, de Hamilton, no Pariato da Grã-Bretanha em 24 de agosto de 1786. Sucedeu-lhe o seu sobrinho, que foi criado Marquês de Abercorn, na Pariato da Grã-Bretanha, em 15 de outubro de 1790, depois de ter exercido funções na Câmara dos Comuns como
deputado por East Looe e por St Germans. Foi nomeado Cavaleiro da Ordem da Jarreteira em 1805.
O 2.º Marquês, que tinha recebido a Jarreteira em 1844, serviu como Lorde Tenente da Irlanda de 1866 a 1868 (e novamente de 1874 a 1876); e a 10 de agosto de 1868, durante o seu primeiro mandato, foi criado Marquês de Hamilton, de Strabane, e Duque de Abercorn (na Ordem da Irlanda). O seu sucessor, o 2.º Duque, continuou a tradição familiar ao receber a Jarreteira em 1892; o 3.º Duque foi deputado por Londonderry e Governador da Irlanda do Norte, para além de ter sido criado Cavaleiro de São Patrício e ter recebido a Jarreteira. Atualmente, o titular do ducado é James Hamilton, 5.º Duque de Abercorn, também Cavaleiro da Jarreteira.
Dos títulos subsidiários acima referidos, Marquês de Hamilton é o título de cortesia do herdeiro aparente, e Visconde de Strabane o do seu herdeiro aparente.

## Pretensão ao título francês Duque de Châtellerault

Brasão de armas dos Duques.

Os Duques de Abercorn também reivindicam o título francês de Duque de Châtellerault, como herdeiros do 2.º Conde de Arran, a quem foi concedido o título em 1548 por Henrique II de França. Além disso, desde a morte de William Hamilton, 2.º Duque de Hamilton, em 1651, os condes, marqueses e duques de Abercorn têm sido os legítimos reclamantes das dignidades de conde de Arran (da criação de 1503) e de Lorde Hamilton (da criação de 1445), ambos no Pariato da Escócia, como herdeiros mais velhos de James Hamilton, Duque de Châtellerault, e este título reflecte-se no seu brasão, com um escudo de três flores de lis e uma coroa ducal francesa.

## Solar da família
A sede da família é Baronscourt (geralmente conhecido localmente como Castelo de Baronscourt), uma casa de campo neo-clássica no Barons Court
Estate, perto de Newtownstewart, Omagh, uma aldeia perto de Strabane, County Tyrone, Irlanda do Norte. O local de enterro tradicional dos Duques de Abercorn e das suas famílias é o cemitério da Igreja Paroquial de Baronscourt.

## Lordes Paisley (1587)
| Nome                              | Período de vida | Notas                                                                                     |
| --------------------------------- | --------------- | ----------------------------------------------------------------------------------------- |
| Claud Hamilton, 1.º Lorde Paisley | 1543 – 1621     | Político escocês O 1.º Conde de Abercorn era seu filho mais velho, mas faleceu antes dele |
| James Hamilton, 2.º Lorde Paisley | Desconhecido    | Já era 2.º Conde de Abercorn                                                              |

## Condes de Abercorn (1606)
| Nome | Período de vida  | Notas |
| --- | ---------------- | --- |
| James Hamilton, 1.º Conde de Abercorn                                                                                            | 1575 – 1618      | Criado Lorde Abercorn em 1603 |
| Outros títulos (2.º Conde em diante): Lorde Paisley, no condado de Renfrew (Escócia, 1587)                                       |                  | |
| Outros títulos (2.º Conde): Barão Hamilton de Strabane, no condado de Tyrone (Irlanda, 1617, resignado em 1633)                  |                  | |
| James Hamilton, 2.º Conde de Abercorn                                                                                            | 1604 – 1670      | Filho mais velho do 1.º Conde, sucedeu ao avô como 2.º Lorde Paisley em 1621                                                           |
| James Hamilton, Lorde Paisley | 1633 – 1670      | Filho mais velho do 2.º Conde, morreu sem descendência masculina                                                                       |
| George Hamilton, 3.º Conde de Abercorn                                                                                           | 1636 – 1680      | Terceiro e mais novo filho do 2.º Conde, morreu solteiro                                                                               |
| Outros títulos (4.º Conde): Barão Hamilton de Strabane, no condado de Tyrone (Irlanda, 1617, sucedido em 1668, atingido em 1691) |                  | |
| Claud Hamilton, 4.º Conde de Abercorn                                                                                            | 1659 – 1691      | Já era 5.º Lorde Hamilton, descendia do 3.º filho do 1.º Conde. Morreu solteiro                                                        |
| Outros títulos (5.º Conde em diante): Barão Hamilton de Strabane, no condado de Tyrone (Irlanda, 1617, restaurado em 1692)       |                  | |
| Charles Hamilton, 5.º Conde de Abercorn                                                                                          | falecido em 1701 | Irmão mais novo do 4.º Conde, morreu sem descendência                                                                                  |
| James Hamilton, 6.º Conde de Abercorn                                                                                            | 1661 – 1734      | Filho mais velho do Coronel James, que era filho mais velho de Sir George, que por sua vez era o quarto e mais novo filho do 1.º Conde |
| Outros títulos (7.º Conde em diante): Visconde Strabane e Barão Mountcastle, no condado de Tyrone (Irlanda, 1701)                |                  | |
| James Hamilton, 7.º Conde de Abercorn                                                                                            | 1685 – 1744      | Filho mais velho do 6.º Conde |
| Outros títulos (8.º Conde em diante): Visconde Hamilton (Grã-Bretanha, 1786)                                                     |                  | |
| James Hamilton, 8.º Conde de Abercorn                                                                                            | 1712 – 1789      | Filho mais velho do 7.º Conde, morreu solteiro                                                                                         |
| John Hamilton, 9.º Conde de Abercorn                                                                                             | 1756 – 1818      | Criado Marquês de Abercorn em 1790 |

## Marqueses de Abercorn (1790)
| Nome                                    | Período de vida | Notas                                                             |
| --------------------------------------- | --------------- | ----------------------------------------------------------------- |
| John Hamilton, 1.º Marquês de Abercorn  | 1756 – 1818     | Filho único do Capitão John, que era o segundo filho do 7.º Conde |
| James Hamilton, 2.º Marquês de Abercorn | 1811 – 1885     | Criado Duque de Abercorn em 1868                                  |

## Duques de Abercorn (1868)
| # | Nome                                  | Período de vida | Esposa(s)         | Notas |
| - | ------------------------------------- | --------------- | ----------------- | --- |
| 1 | James Hamilton, 1.º Duque de Abercorn | 1811 – 1885     | Louisa Russell    | Filho mais velho de Lorde Hamilton                                                                              |
| 2 | James Hamilton, 2.º Duque de Abercorn | 1838 – 1913     | Mary Curzon-Howe  | Filho mais velho do 1.º Duque                                                                                   |
| 3 | James Hamilton, 3.º Duque de Abercorn | 1869 – 1953     | Rosalind Bingham  | Filho mais velho do 2.º Duque Sua filha, Cynthia Spencer, Condessa Spencer, foi avó de Diana, Princesa de Gales |
| 4 | James Hamilton, 4.º Duque de Abercorn | 1904 – 1979     | Kathleen Crichton | Filho mais velho do 3.º Duque                                                                                   |
| 5 | James Hamilton, 5.º Duque de Abercorn | Nascido em 1934 | Alexandra Philips | Filho mais velho do 4.º Duque Incumbente                                                                        |

- James Hamilton, 1.º Duque de Abercorn (1811–1885)
  - James Hamilton, 2.º Duque de Abercorn (1838–1913)
    - James Hamilton, 3.º Duque de Abercorn (1869–1953)
      - Cynthia Spencer, Condessa Spencer (1897-1972)
        -  John Spencer, 8.º Conde Spencer (1924–1992)
          - Diana Spencer (1961-1997)
            -  Guilherme, Príncipe de Gales (1982-)
              -  Jorge de Gales (2013)
              -  Carlota de Gales (2015)
              -  Luís de Gales (2018)

            -  Henrique, Duque de Sussex (1984-)
              -  Archie de Sussex (2019-)
              -  Lilibet de Sussex (2021-)

      - James Hamilton, 4.º Duque de Abercorn (1904–1979)
        - James Hamilton, 5.º Duque de Abercorn (n. 1934)

### Linha de Sucessão
- John Hamilton, 1st Marquess of Abercorn (1756–1818)
  - James Hamilton, Viscount Hamilton (1786–1814)
    -  James Hamilton, 1.º Duque de Abercorn (1811–1885)
      - James Hamilton, 2.º Duque de Abercorn (1838–1913)
        - James Hamilton, 3.º Duque de Abercorn (1869–1953)
          -  James Hamilton, 4.º Duque de Abercorn (1904–1979)
            -  James Hamilton, 5.º Duque de Abercorn (n. 1934)
              - (1) James Harold Charles Hamilton, Marquês de Hamilton (n. 1969)
                - (2) James Alfred Nicholas Hamilton, Visconde Strabane (n. 2005)
                - (3) Lord Claud Hamilton (n. 2007)

              - (4) Lord Nicholas Hamilton (n. 1979)

            - (5) Lord Claud Hamilton (n. 1939)
              - (6) Alexander Hamilton (n. 1987)

    - Lord Claud Hamilton (1813–1884)
      - Douglas James Proby (1856–1931)
        -  Sir Richard George Proby, 1st Baronet (1886–1979)
          -  Sir Peter Proby, 2nd Baronet (1911–2002)
            -  (7, 1)  Sir William Proby, 3rd Baronet (n. 1949)